# Sepu Kangri
Der Sepu Kangri ist ein Berg im autonomen Gebiet Tibet.
Der Berg liegt 285 km ostnordöstlich von Lhasa sowie 178 km ostsüdöstlich der Stadt Nagqu. Er bildet mit 6956 m die höchste Erhebung im östlichen Teil der Nyainqêntanglha-Berge.

## Besteigungsgeschichte
Chris Bonington und Charles Clarke erkundeten den Berg im Jahr 1996. In den beiden Folgejahren versuchten sie vergeblich, den Sepu Kangri zu besteigen.
Schließlich gelang am 2. Oktober 2002 Carlos Buhler und Mark Newcomb die Erstbesteigung.